# كيفن فيليبس (لاعب هوكي الجليد)
كيفن فيليبس (بالإنجليزية: Kevin Phillips)‏ هو لاعب هوكي الجليد أسترالي، ولد في 5 يناير 1986 في Beverley ‏ في المملكة المتحدة.

## وصلات خارجية
- كيفن فيليبس على موقع EliteProspects.com (الإنجليزية)
- كيفن فيليبس على موقع HockeyDB.com (الإنجليزية)